# Jacob Lateiner
Jacob Lateiner (* 31. Mai 1928 in Havanna; † 12. Dezember 2010 in Manhattan, New York City) war ein US-amerikanischer Pianist kubanischer Herkunft. Im Jahr 1980 erhielt Jacob Lateiner den Robert-Schumann-Preis der Stadt Zwickau. Er war der ältere Bruder des Geigers Isidor Lateiner.

## Frühzeit
Jacob Lateiner wurde am 31. März 1928 in Havanna als Kind jüdischer Eltern, die aus Polen nach Kuba eingewandert waren, geboren. Er wurde von seinem Vater aber erst am 31. Mai 1928 standesamtlich angemeldet. Von 1936 bis 1940 studierte Lateiner Klavier in Havanna. Bereits mit 10 Jahren hatte Lateiner sein Debüt als Pianist. Er spielte 1938 Beethovens Erstes Klavierkonzert mit der Havanna Philharmonic unter der Leitung von Ernesto Lecuona. Zwei Jahre später verließen seine Eltern mit den Kindern Kuba und gingen in die Vereinigten Staaten. So konnte Jacob und sein Bruder Isidor am Curtis Institute of Music in Philadelphia ihre Instrumente studieren. Jacob studierte bei Isabelle Vengerova, Isidor bei Ivan Galamian. Bereits als Teenager gaben beide Brüder, Jacob und Isidor, ihr Debüt mit dem Philadelphia Orchestra unter Eugene Ormandy. Jacob spielte 1945 im Alter von 16 Jahren Tschaikowskis 1. Klavierkonzert. 1947 führte er beim Tanglewood Festival unter der Leitung von Sergei Kussewizki Beethovens 5. Klavierkonzert mit dem Boston Symphony Orchestra auf. Seit dieser Zeit brach in Lateiner ein tiefgehendes Interesse an Kammermusik auf. Er arbeitete sich in dieses Musikgenre mit dem Bratschisten William Primrose und dem Cellisten Gregor Piatigorsky ein.

## Der gereifte Pianist
Als 20-Jähriger gab Lateiner 1948 sein Konzertdebüt in der Carnegie Hall in New York mit einem Programm von Bach, Beethoven, Brahms und Alban Berg. Die New York Times lobte die musikalische Reife und Technik Lateiners, die sich in diesem Konzert zeigten. Mit 21 Jahren nahm er mit den Klaviersonaten von Beethoven seine ersten Schallplatten auf. 1950 nahm er sich ein Jahr Auszeit, um bei Arnold Schoenberg zu studieren. Nach dieser Auszeit und drei Jahren Wehrdienst in den frühen 1950er Jahren gab Lateiner sein Debüt bei dem New York Philharmonic Orchestra mit Prokofiefs Dritten Klavier-Konzert unter Franco Autori. 1954 unternahm er mehrere Tourneen durch die USA, Europa und Australien, darin eingeschlossen zwei Auftritte mit dem New York Philharmonic Orchestra. In diesen Jahren begann er auch seine Lehrerkarriere am Mannes College of Music.

## Der Lehrer
1966 begann Jacob Lateiner seine lange Zusammenarbeit mit der Juilliard School in New-York. Hier war er bis zu seinem Ruhestand, ein Jahr vor seinem Tode, einer der führenden Klavierlehrer des Institutes. Von 1963 bis 1970 lehrte er ebenfalls an der Fakultät für Klavier am Mannes College. Unter seinen Schülern waren unter anderem: Danae Kara, Michael Endres, Bruce Brubaker, Lowell Liebermann, Robert Taub, Laura Karpman, Francesco Tristano Schlimé, David Cates, Sonia Rubinsky und Tjako van Schie. Seine Lehrtätigkeit war gekennzeichnet durch ein großes forschungsmäßiges Interesse an der historischen Aufführungspraxis. 1992 veröffentlichte er in der Zeitschrift Early Music den Artikel „An Interpreter’s Approach to W. A. Mozart“. Er sammelte auch Musikmanuskripte und frühe Ausgaben klassischer Musik.

## Tonträgeraufnahmen
In den 1950er Jahren hatte Lateiner für das Label Westminster die Klaviersonaten von Beethoven, die Variationen von Brahms, Beethovens 5. und Tschaikowskis 1. Klavierkonzert aufgenommen. In den 1960er Jahren hatte er beim Label RCA Victor bei Kritikern und Sammlern hochgeschätzte Kammermusik-Aufnahmen eingespielt. Hierfür steht unter anderem Beethovens Klavier Trio Op. 1. No. 1 mit Heifetz und Piatigorsky. Er spielte als Erster das Klavierkonzert von Elliot Carter mit dem Boston Symphony Orchestra unter Erich Leinsdorf ein. Mit Jascha Heifetz, Gregor Piatigorsky und dem Bratschisten Sanford Schonbach spielte er das c-moll Klavier Quartett von Brahms ein. Parnassus Records hat ein 2-CD-Set mit Liveaufnahmen von Jacob Lateiner herausgegeben.

## Würdigung
Jakob Lateiner war sowohl als Beethoven-Pianist wie als Interpret von Komponisten des 20. Jahrhunderts bekannt. Er war Mitglied der Kohorte der YAP's, der jungen, amerikanischen Pianisten wie Eugene Istomin, Gary Graffman, Claude Frank und Leon Fleisher. Lateiner war speziell für seine technische Virtuosität, die Schönheit und Flexibilität des Tones und sein tiefes Musikverständnis bekannt. Er versuchte intensivst die ursprünglichen Intentionen des Komponisten zu ergründen.
Als Solist arbeitete Lateiner mit den führenden Orchestern der Welt wie dem New York Philharmonic Orchestra, den Berliner Philharmonikern, dem Boston Symphony Orchestra, dem Chicago Symphony Orchestra, dem Cleveland Orchestra und dem Philadelphia Orchestra und mit den führenden Orchesterleitern wie Leonard Bernstein, Serge Koussevitzky, Erich Leinsdorf, Zubin Mehta, Georg Solti, Eugene Ormandy oder George Szell zusammen. Lateiner war absoluter Spezialist für zeitgenössische amerikanische Klaviermusik. Elliot Carters Klavierkonzert hatte er beauftragt, erstaufgeführt und auf Schallplatte eingespielt. Hiermit hatte er auch den Pulitzer-Preis in Musik gewonnen. Die Erstaufführung dieses Werkes fand am 6. Januar 1967 mit Lateiner als Solist, begleitet vom Boston Symphony Orchestra unter Erich Leinsdorf statt. Auch die 1965 komponierte dritte Klaviersonate von Roger Sessions führte Lateiner erstmals im Jahr 1965 auf.
Als Kammermusiker ist Jacob Lateiners Name eng verbunden mit Jascha Heifetz und Gregor Piatigorsky. In den 1960er Jahren wirkte Lateiner mit bei den Heifetz-Piatigorsky Kammermusik Konzerten. Aus dieser Zeit stammen fünf Aufnahmen mit diesem Ensemble. Die Aufnahme von Beethovens Triosonate No. 1 gewann den Grammy Award für die beste kammermusikalische Aufnahme des Jahres 1965.
Lateiners Konzert-Karriere verlief bis in die 1990er Jahre. Nach 1967 hatte er keinerlei kommerzielle Musikaufnahmen mehr gemacht. Lateiner starb am 12. Dezember 2010 in einem New Yorker Krankenhaus. Zur Zeit seines Todes war er für vieles bekannt, aber als Pianist war er fast vergessen. Er war ein prominenter Klavierlehrer, der neben seiner Lehrtätigkeit an der Juilliard School Meisterkurse in Europa, Israel, Japan und China gegeben hatte. Lateiner war Mitglied der Jury des Santander Paloma O’Shea Klavierwettbewerbs im Jahr 1982.
Im Jahr 2000 wurde Lateiner mit einer Festschrift geehrt, herausgegeben von dem Pianisten Bruce Brubaker, einem ehemaligen Lateiner-Schüler, und Jane Gottlieb, einer Bibliothekarin der Julliard School.